# Kriton Arsenis

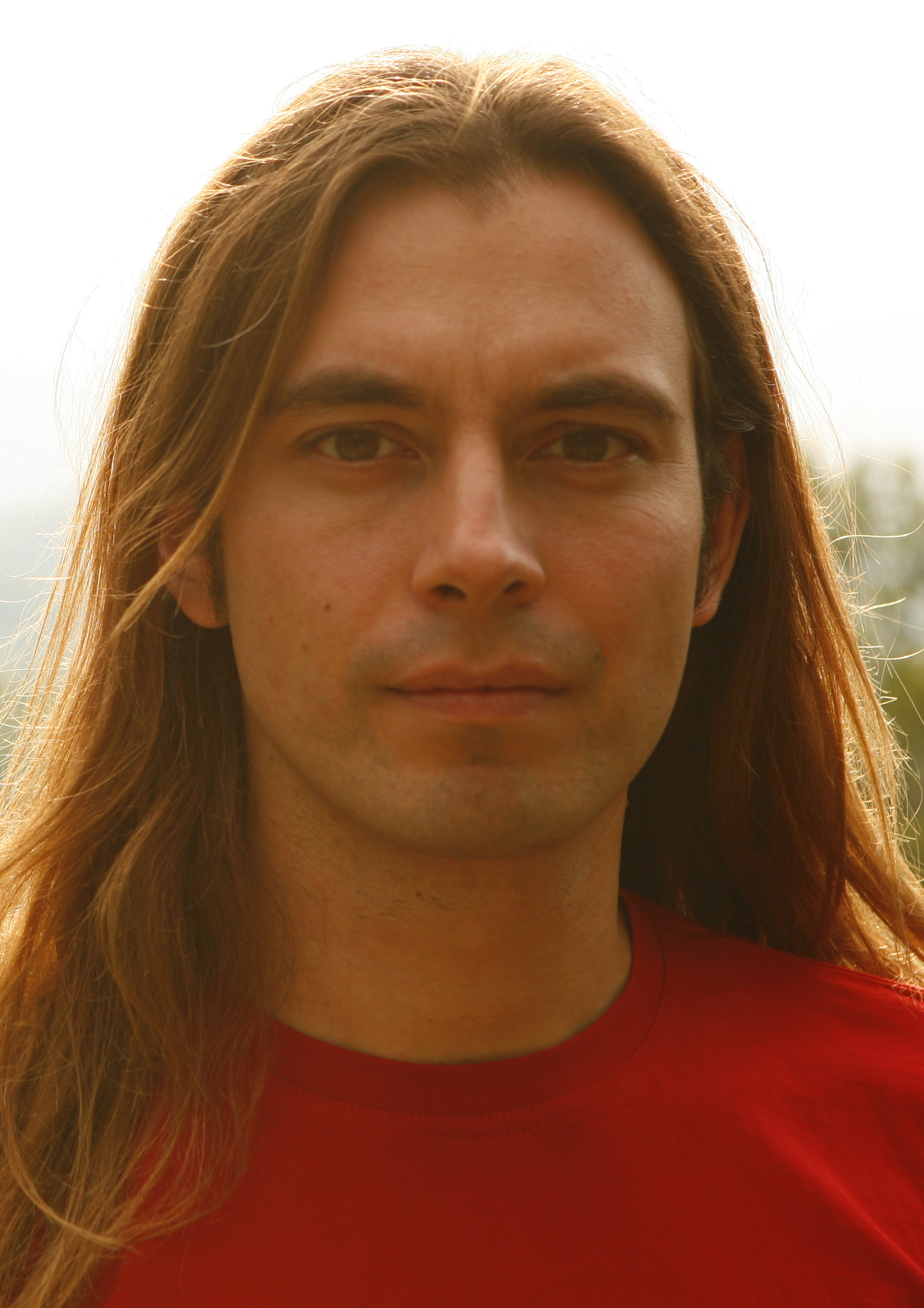
Kriton Arsenis (2009)

Kriton Arsenis (griechisch Κρίτων Αρσένης; * 3. August 1977 in Thessaloniki, Griechenland) ist ein griechischer Politiker (Panellinio Sosialistiko Kinima). Seit der Europawahl 2009 ist er Mitglied des Europäischen Parlaments.

## Frühes Leben
Von 1996 bis 2001 studierte Arsenis Raumplanung und Raumordnung an der Universität Thessalien. Von 2001 bis 2003 schloss er ein Aufbaustudium in International Development (MPA/ID) an der Harvard Kennedy School an.
Arsenis arbeitete von 2005 bis 2009 für die griechische NGO Elliniki Etaireia (Hellenic Society for the Protection of the Environment and the Cultural Heritage), wo er für die Einrichtung des „Nachhaltigen Ägäis-Programmes“, eine Sensibilisierungskampagne für die nachhaltige Entwicklung der Ägäischen Inseln, verantwortlich war.
Von Januar 2008 bis Mai 2009 war er als Mitglied des Greek National Planning Council tätig, bei dem er zehn griechische Umweltverbände vertrat.

## Politische Karriere
Im Juni 2009 wurde Kriton Arsenis Mitglied des Europäischen Parlaments in der S&D. Nachdem er den Großen Preis für die Kampagne „Nachhaltige Ägäis“ erhalten hatte, wurde er von Giorgos Andrea Papandreou, dem damaligen Ministerpräsidenten von Griechenland, in die PASOK rekrutiert.
Im Europäischen Parlament ist Arsenis Mitglied des Ausschusses für Umweltfragen, Volksgesundheit und Lebensmittelsicherheit und des Ausschusses für Fischerei, sowie stellvertretendes Mitglied des Ausschusses für Entwicklung. 
Ebenfalls ist er in der Delegation für die Beziehungen zu den Maghreb-Ländern und der Union des Arabischen Maghreb und in der Delegation in der Parlamentarischen Versammlung der Union für den Mittelmeerraum.
Er ist aktiv in Fragen der Biodiversität und dem Kampf gegen den Klimawandel und war maßgeblich an der jüngsten EU-Verordnung über illegales Holz beteiligt. Darüber hinaus kämpft er für die Rettung des Roten Thun im Mittelmeer.

## Aktivitäten und Auszeichnungen
Seit dem Alter von 15 Jahren war Arsenis aktives Mitglied der Umweltbewegung in Griechenland und im Ausland.
1998 wurde er von der Präfektur von Thessaloniki mit einem Preis für seinen Beitrag zum Schutz der Altstadt (Ano Poli) von Thessaloniki ausgezeichnet.
Im Jahr 2009 wurde er von der Europäischen Union und Europa Nostra für die Kampagne „Nachhaltige Ägäis“ in der Kategorie „Bildung, Ausbildung und Sensibilisierung“ mit dem Großen Preis ausgezeichnet.
Als Teil der Anstrengungen zur Sensibilisierung für den Klimawandel koordiniert Arsenis zwei griechische „Mach das Licht aus“-Initiativen, für 5 Minuten im Februar 2007 und für 10 Minuten im Juni 2007.
Im September 2010 wurde er der „MdEP des Jahres 2010“ in der Kategorie Fischerei, eine Auszeichnung, die vom The Parliament Magazine vergeben wird.
Arsenis wurde vom IFAW für seine „hervorragende Arbeit zum Roten Thun und der Meeresforschung im Allgemeinen, und seine Bemühungen zum Walfang hinsichtlich des IWC sowie die Resolution über den Beitritt Islands zur EU im Speziellen (sterling work on Bluefin tuna and Marine issues in general, especially on his efforts on Whaling in the build up to the IWC and the resolution on Iceland’s accession to the EU)“ für eine Auszeichnung nominiert.